# Votre bel aujourd'hui
Dernière lettre à Monsieur Vincent Auriol, Président de la IVe République
Votre bel aujourd'hui est un livre posthume du journaliste et homme politique français Charles Maurras publié en 1953. L'ouvrage se veut une réponse au livre Hier et demain, écrit par le président de la République Vincent Auriol, et publié en 1944.

## Présentation

### Contexte
Au lendemain d'Hiroshima, Charles Maurras entame la rédaction d'une longue lettre adressée à Vincent Auriol en réponse à son livre Hier et demain publié en 1944 dans lequel il analyse des événements ayant conduit au désastre militaire de 1940 et présente des projets pour l'après-guerre. Maurras réfute point par point le livre de Vincent Auriol sur un ton vigoureux. Ce texte est achevé d'écrire en avril 1950 dans la prison de Clairvaux et publié seulement en 1953, un an après la mort de Maurras.

### Analyse
L'historien Martin Motte explique que Maurras se focalise sur ce qu'il désigne comme les trois nouveaux grands problèmes post-Seconde Guerre mondiale.
En premier lieu, il s'attache à critiquer la construction européenne :

« L'Europe dont on parle n'existe pas. Ou plus. Ou pas encore. Ou pas du tout. Il lui manque cette unité qui tire l'être du néant. Vous voulez la lui donner ? Faites ! Ne faites pas comme si c'était fait. »

Maurras disqualifie les appels à l'unité européenne qui camoufleraient des calculs nationaux : ceux de l'Allemagne nazie en 1940-1944 mais aussi ceux de la Grande-Bretagne qui se montre bien décidée à ne « rien abdiquer de sa souveraineté ni du nationalisme qui en est le substrat » quand bien même elle soutient une fédération européenne,.

En deuxième lieu, Maurras critique une possible union franco-allemande car il l'interprète « comme une ruse de l'Allemagne pour réaliser pacifiquement le programme expansionniste qu'elle n'a pu imposer par les armes ». Maurras soutient son assertion en s'appuyant sur l'écart démographique entre les deux pays et estime à quinze millions le nombre d'Allemands qui déferleraient alors sur la France. Un raisonnement erroné qui marque « l'impasse dans laquelle peut conduire la prétention positiviste à réduire l'acte politique en science exacte » selon Martin Motte. Ce dernier estime Maurras plus inspiré lorsqu'il redoute une domination informelle de l'Allemagne transformant l'Europe en un « nouveau Saint Empire romain germanique » dont la France ne serait qu'un « satellite ». Une perspective qui dans les faits n'a cessé de hanter les dirigeants de la Ve République.

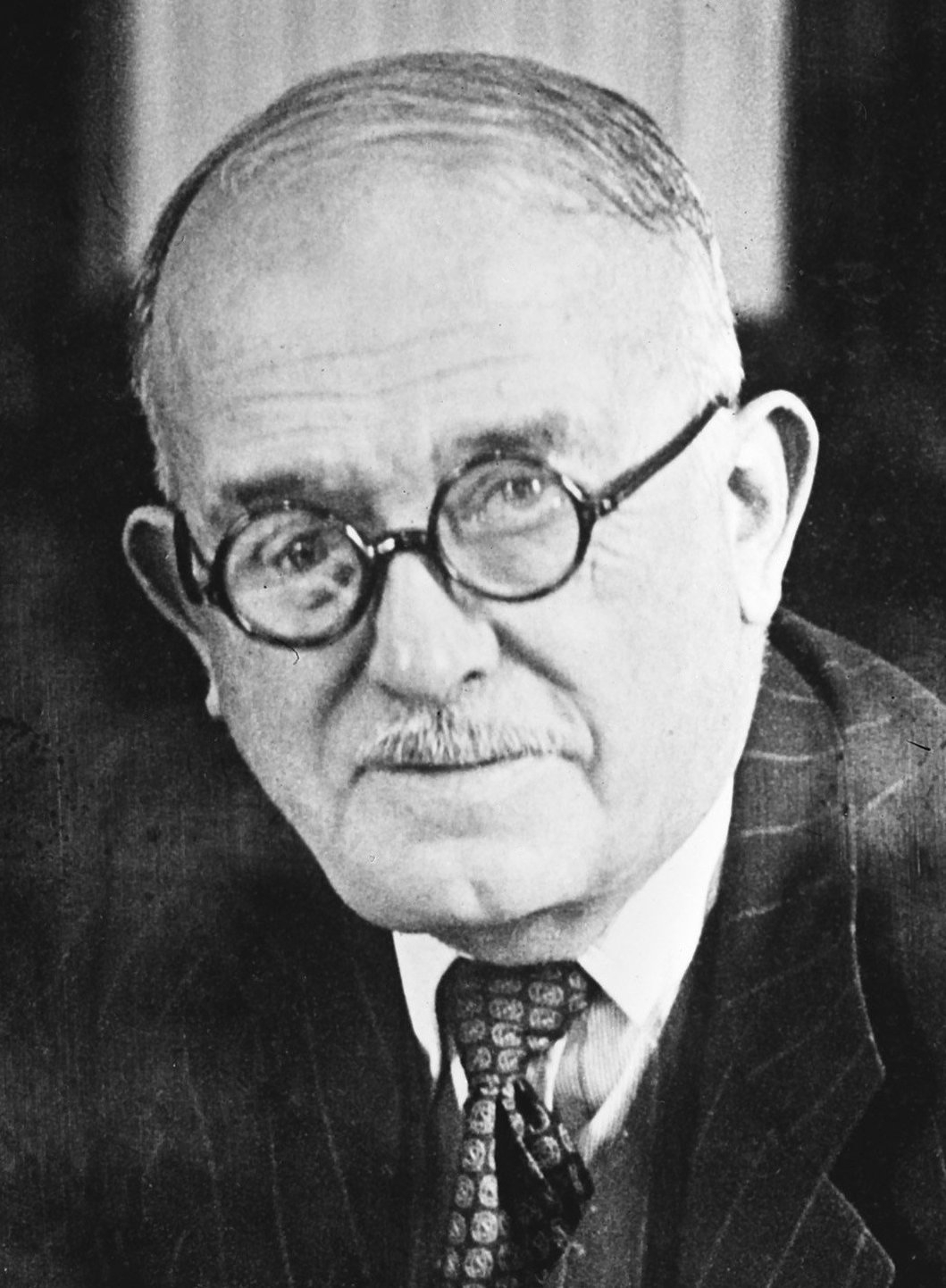
Vincent Auriol (1884-1966)

En dernier lieu, Maurras pointe le problème de la bombe atomique, cet « épouvantable engin »,. Marqué par l'explosion d'Hiroshima et ses conséquences, Maurras voit en cet événement un moyen pour la nation américaine de « tenir » et de « durer ». Il devient dès lors impératif pour le gouvernement de veiller « à ce que la France eût à tout prix le secret de la bombe et la bombe elle-même » et de s'assurer qu'une telle arme ne tombe aux mains d'une « secte de fanatiques ». Il écrit que cette arme pourrait être testée dans « les solitudes africaines et océaniennes », anticipant ainsi les essais nucléaires de Reggane et Moruroa. Maurras met également en garde « contre la tentation de sacrifier les forces conventionnelles à l'arme nucléaire » démontrant une anticipation des problèmes stratégiques posés par l'atome.
En conclusion, Maurras adjure le président Vincent Auriol d'être l'instrument de la restauration monarchique. Il l'incite à préparer l'accession du comte de Paris au trône de France. Selon Pierre Pujo, le livre est une illustration de l'empirisme organisateur.
En dépit de la solution finale et de la création de l’État d’Israël, Charles Maurras continue de défendre un antisémitisme d'État dans Votre bel aujourd'hui. Cet antisémitisme consiste en une exclusion civique des Juifs.